# Jaroslav Kytýr
Jaroslav Kytýr (* 24. března 1963 Chlumec nad Cidlinou) je český politik a jednatel firmy, v letech 2017 až 2021 poslanec Poslanecké sněmovny PČR, v letech 2016 až 2020 a opět od roku 2024 zastupitel Pardubického kraje, od roku 2014 zastupitel města Svitavy (v letech 2014 až 2022 také radní města), člen hnutí ANO.

## Život
Vystudoval Fakultu strojního inženýrství Českého vysokého učení technického v Praze (získal titul Ing.). V letech 1993 až 1995 následovalo studium ekonomie podniku a v letech 2010 až 2011 si doplnil pedagogické vzdělání na Pedagogické fakultě Univerzity Hradec Králové.
Po studiu nastoupil v roce 1985 do TOS Svitavy, kde od roku 1991 zastával pozici vedoucího závodu výroby dřevoobráběcích strojů. V letech 1998 až 2006 pracoval pro akciovou společnost Saint-Gobain Vertex, naposledy ve funkci ředitele pro výrobu a logistiku. Od července 2012 je jednatelem společnosti SPORTES Svitavy, která provozuje sportovní zařízení města Svitavy a technické služby města. Ve své odbornosti se specializuje na podnikovou ekonomii a řízení společností. V letech 2014 až 2015 byl také jednatelem společnosti Kanalizace Svitavy, ta však již zanikla.
Jaroslav Kytýr žije ve městě Svitavy, konkrétně v části Předměstí.

## Politické působení
Je členem hnutí ANO 2011, předsedá Místní organizaci Svitavy. Ještě jako nestraník za hnutí ANO 2011 byl v komunálních volbách v roce 2014 zvolen zastupitelem města Svitavy, a to z pozice lídra kandidátky. V listopadu 2014 se stal radním města. Ve volbách v roce 2018 post zastupitele města obhájil (opět jako lídr kandidátky). Zůstal také členem rady města. Také ve volbách v roce 2022 byl zvolen zastupitelem města, opět z pozice lídra kandidátky. Hnutí se však nestalo součástí nové městské koalice, a proto skončil v říjnu 2022 ve vedení města.
V krajských volbách v roce 2016 byl za hnutí ANO 2011 zvolen zastupitelem Pardubického kraje. Působil jako člen výboru pro regionální rozvoj, evropské fondy a zahraniční vztahy. Ve volbách v roce 2020 již nekandidoval. Ve volbách v roce 2024 byl jako člen hnutí ANO zvolen zastupitelea Pardubického kraje.
Ve volbách do Poslanecké sněmovny PČR v roce 2017 byl za hnutí ANO 2011 zvolen poslancem v Pardubickém kraji, a to ze třetího místa kandidátky. Ve volbách do Evropského parlamentu v květnu 2019 kandidoval na 25. místě kandidátky hnutí ANO 2011, ale nebyl zvolen.
Ve volbách do Poslanecké sněmovny PČR v roce 2021 kandidoval za hnutí ANO 2011 na 4. místě v Pardubickém kraji, ale neuspěl (skončil jako první náhradník).